# Katič
Koordinati:   42°11′48″N, 18°56′08″E
Katič je majhen otoček v Jadranskem morju. Pripada Črni gori.
Katič, v nekaterh zemljevidih tudi Katić, leži v občini Budva južno od mesta Petrovac na Moru. Na otočku stoji svetilnik, ki oddaja svetlobni signal:
R Bl 4s. Nazivni domet svetilnika je 6 milj.